# Mesosemia esperanza
Mesosemia esperanza är en fjärilsart som beskrevs av William Schaus 1913. Mesosemia esperanza ingår i släktet Mesosemia och familjen Riodinidae. Inga underarter finns listade i Catalogue of Life.